# 固定 (組織学)
固定（こてい、英: fixation, fixing）とは、生体やその一部分などの生物試料について、その構造を観察するために永久的に（または一時的に）生命現象を任意の時点で停止させる処理をいう。自己分解や腐敗による劣化から保護し、外形や内部構造・物質の組成などを可能な限り生時に近付けて保存することを目的とする。化学薬品による処理を化学固定、水の凍結による処理を物理固定という。固定によりあらゆる生化学反応が停止し、場合により物理的強度や化学的安定性が向上することもある。固定された試料は標本として保存される。また、固定はその後に行われる顕微鏡観察に必要な包埋・切断（切片作成）・染色などの操作を容易にする。

## 目的
研究・検査の過程において、生物試料（個体・組織・細胞など）をできるだけ自然の状態に近いまま維持することが目的である。そのために通常いくつかの条件を満たさなければならない。
1. 内在性の生体分子、特にタンパク質分解酵素を不活化させること。
2. 外来性の損傷から守ること。すなわち細菌などの微生物に対して毒性を示し、あるいは試料を微生物が栄養にしにくい形に化学的に修飾すること。
3. 強度・安定性を向上させること。以降の過程で試料の形態が損なわれないようにする。

固定は生物試料を顕微鏡などによる解析に用いるための最初の過程である。したがって固定法の選択はその後の過程や最終的な目的によって変わる。目的に応じて適切な固定剤の選択と条件の調節を行うことで相当の効果を上げることができる。細胞組織学的研究や免疫組織化学的研究では酵素活性や抗原性の保持が重要であるため、固定液の選定が大きな影響を及ぼす。たとえば免疫組織化学では特定のタンパク質に結合する抗体を用いるが、固定時間が長くなると標的タンパク質が化学的に遮蔽されて抗体が結合できなくなることがある。そのため通常はたとえば冷却ホルマリン1日程度の短時間固定が用いられる。
どんなに優れた固定であっても、人工的に試料を変化させているため人工産物を生じる危険性がある。例えば1970年代に電子顕微鏡によってグラム陽性細菌に見出されたメソソームは、その後の凍結置換法の発展の結果、化学固定による人工産物であることが示された。固定やその他の処理を標準化する際には、どの過程がどんな人工産物を生じるかを考慮しなければならない。組織や手法によってどんな人工産物が生じるかに精通することで、結果を正確に解釈したり、なるべく人工産物ができない手法を選択することができるようになる。

## 機序
生体に含まれるタンパク質を変性させることで酵素の活性が失われる。またゲルやゾルの状態だった原形質が完全に固体となることで形態が固定される。通常は薬品（固定剤）による化学的な処理を用いるが、温度・圧力による物理的な変性を利用することもある。

### 架橋固定
生体分子間に共有結合をつくることによるもの。これにより可溶性のタンパク質なども細胞骨格や生体膜などに固定され、機械的強度も高まる。

#### アルデヒド
ホルムアルデヒド、グルタルアルデヒドなど。アルデヒド系固定液はタンパク質を架橋して変性凝固させ、浸透性も優れているため、古くから広く用いられている。
組織学で最もよく使われるのはホルムアルデヒド（飽和水溶液がホルマリンと呼ばれている）である。ホルムアルデヒドは主に塩基性アミノ酸のリジンの側鎖末端などにあるアミノ基に作用すると考えられている。グルタルアルデヒドも頻用されており、作用機序はホルムアルデヒドと同様と考えられている。ホルムアルデヒドより分子が大きいため組織への浸透は遅いが、より遠い距離にあるタンパク質同士を架橋することができ固定力は強い。この2者の利点を組み合わせるために、ホルムアルデヒドとグルタルアルデヒドを混合して用いる場合もある。グルタルアルデヒド単独で電子顕微鏡用固定に用いられることもある。

#### 酸化剤
四酸化オスミウム、二クロム酸カリウム、クロム酸、過マンガン酸カリウムなど。
四酸化オスミウムは電子顕微鏡用の試料の固定に頻用される。これは、タンパク質の固定だけでなく細胞の構造維持に重要な働きを持つ脂質も固定も行うことができるため、人為構造の出現がきわめて少なく形態保持に有効であるためである。単独でも固定可能だが浸透性が悪いため、アルデヒド（パラホルムアルデヒドとグルタルアルデヒドの混合液）による前固定を行ったあと後固定として用いるのが普通である（重固定）。生体膜を固定する力が強く、生体膜の電子染色を兼ねている。固定によって試料が黒化し抗原性もほとんど失われるため、光学顕微鏡や免疫電子顕微鏡法用の試料には用いられない。

### 析出固定
各種アルコール、酢酸、アセトンなど。
タンパク質の溶解度を減少させ、また疎水結合を破壊することによるもの。これによりタンパク質は変性し、析出・凝集して不活化される。
有機溶剤の高純度エタノールやメタノールが非常によく使われるほか、アセトンも利用されている。酢酸は変性剤として有機溶剤と組み合わせて利用される。一般にアルコールが組織を収縮させるのに対し、酢酸は膨潤させる効果があり、組み合わせることで形態の保持が良くなる。その他ピクリン酸や塩化水銀などがある。

### 物理固定
水の凍結による物理固定では、凍結した状態でアルコールなどに置換する凍結置換（とうけつちかん、freeze-substitution）が行われることが多い。
熱変性により固定することも行われている。

## 手法
大別して2種ある。
浸漬法
試料をその体積の20倍以上の固定液に浸けておく方法。個体・組織・細胞など幅広い試料に使える。固定液は自然拡散によって浸透してゆくため、組織の大きさや密度などを考慮する必要がある。また、扁形動物や鉤頭動物の寄生虫の多くは分類形質が観察しやすいように圧平標本とするため、圧平法によりスライドグラス上で押しつぶしてから固定が行われる。
灌流法
十分量の固定液を心臓に注射し血流に乗せる方法。循環系を備えた高等動物でしか使えないが、固定液が瞬時に全身に行き渡り、組織が固定される時点まで生きている。したがって形態保持の点で利点があるが、個体が死亡することと、多量の固定液を必要とするためコスト面でも不利である。
その他、塗抹標本の場合には単に火であぶるだけで固定とすることもある。

## 固定液
固定剤を用いる場合、蒸気を用いることもあるが、通常は固定液（こていえき、fixative, killing and fixing solution）によって固定が行われる。固定液は上記のような酸、アルデヒド、金属塩、有機溶媒などが用いられる。単剤で用いられることもあるが、いずれの固定液も何らかの欠点があるため、単一の固定液ではなく複数の固定液を組み合わせた複合固定液が用いられることが多い。または何種類かの単一の固定液を用いる重固定が行われることもある。用途によってはpH変化を和らげる緩衝剤、浸透圧や粘性を調節する塩や糖など、さまざまな化合物と調合して用いられる。

### 複合固定液
中性ホルマリン
炭酸カルシウムを骨格として持つ動物などでは、ホルマリンから生じた蟻酸により溶解（脱灰）してしまうため、重曹またはホウ砂を加えて中性化した中性ホルマリンを用いる。棘皮動物では、ホルマリン原液1 L 当たり50 g のホウ砂によって中和し、1:9で海水により希釈して用いられる。
下記はいずれも光学顕微鏡用観察に用いられる。
ブアン液 (Bouin's solution, Bouin's fluid)
動物組織で頻用されている。ピクリン酸飽和水溶液：ホルマリン：氷酢酸＝15:5:1。ブアン氏液とも。
FAA (Formalin/Acetic acid/Alcohol)
植物組織で頻用されている。通常はホルマリン：氷酢酸：50%エタノール=1:1:18。長期保存にも適し、植物解剖学において最もよく用いられる。
AFA 液
扁形動物の単生類や吸虫類で使用されている。成分は上記 FAA と同様だが、ホルマリン：酢酸：エタノール：水=3:2:25:20の割合で調整される。
ツェンケル液
二クロム酸カリウム：硫酸ナトリウム：塩化水銀(II)：水=2.5:1:5:100
カルノア液
アルコール：クロロホルム：氷酢酸=6:3:1

## 生物種と固定法
上記のような固定法のうち、どれを用いるかは対象の生物種や研究用途に合わせて選ばれる。
魚類では、体表・口腔の粘液を除去し、平らな状態でホルマリン固定が行われる。全長15 cm 以上の標本や植物食性魚類では腹部にホルマリンを注入する。さらに全長30 cm 以上の大型標本の場合、体側の筋肉にも数ヶ所ホルマリンを注入する。稚魚の固定には5% 海水ホルマリン（海産種）または5% ホルマリン（淡水産種）が用いられ、24時間以内で行われる。
無脊椎動物の多くは軟体部の形態をよく保存するために、主にホルマリンによる固定が行われる。特に海産無脊椎動物では5–10% のホルマリン海水が行われる。淡水産無脊椎動物では真水で調整したホルマリンを固定に用いる。浮遊性のゼラチン質動物のような脆弱な組織からなるものには5%ホルマリン海水、海綿動物、イソギンチャク類や大型の個体のような水分を多く含むものには10%ホルマリン海水が用いられる。
石灰海綿のような炭酸カルシウムが分類形質となる動物では、ホルマリンにより生じた蟻酸により溶解してしまうので、ホルマリンを用いることができずアルコール固定が行われる。また、そういった動物には重炭酸ソーダを加えて中性化した中性ホルマリンを用いることもある。付着基盤に固定法の異なる複数の動物が固着している場合も中性ホルマリンが利用される。
逆に、クラゲ（刺胞動物）、オタマボヤ・タリア（尾索動物）などはアルコールにより溶解するため、ホルマリン固定でなければならない。

## 固定法の歴史
組織学における固定法歴史的発達の概略を以下に年表で示す。
- 1780年頃：アルコール固定の発明（フェリックス・ヴィック・ダジール）
- 1809年：アルコール固定に炭酸カリ、アンモニアを添加（ヨハン・クリスチャン・ライル（英語版））[2]
- 1840年：クロム酸固定（Hannover）[2]
- 1842年：連続凍結切片作成法の確立
- 1859年：ミュラー液（二クロム酸カリウムおよび硫酸カリウム溶液[16]）固定法（ハインリッヒ・ミュラー（英語版））[17]
- 1865年：四酸化オスミウム固定（マックス・シュルツェ）[17]
- 1869年：パラフィン切片作成法の確立（テオドール・アルブレヒト・エドヴィン・クレープス（英語版））[17]
- 1879年：セロイジン包埋（マティアス＝マリー・デュヴァル（英語版））[17]
- 1893年：ホルマリン固定（フェルディナンド・ブルム（ドイツ語版））[2][17]